# جايسون باي
جايسون باي (بالإنجليزية: Jason Bay) هو لاعب كرة قاعدة أمريكي، ولد في 20 سبتمبر 1978 في ترايل في كندا.

## وصلات خارجية
- جايسون باي على موقع دوري كرة القاعدة الرئيسي (الإنجليزية)
- جايسون باي على موقعبيزبول رفرنس.كوم (الدوري الرئيسي) (الإنجليزية)
- جايسون باي على موقعبيزبول رفرنس.كوم (الدوري الثانوي) (الإنجليزية)
- جايسون باي على موقع إي إس بي إن.كوم (أم.أل.بي) (الإنجليزية)
- جايسون باي على موقع مشجعي الرسوم البيانية (الإنجليزية)